# یسو (نیومکزیکو)
یسو (به انگلیسی: Yeso) یک منطقهٔ مسکونی در ایالات متحده آمریکا است که در شهرستان دباکا، نیومکزیکو واقع شده‌است. یسو ۱٬۴۵۳٫۹۱ متر بالاتر از سطح دریا واقع شده‌است.